# Andrzej Seweryn (naukowiec)
Andrzej Seweryn (ur. 9 listopada 1962 w Hajnówce) – polski mechanik, profesor nauk technicznych, specjalizujący się w wytrzymałości materiałów. Dziekan Wydziału Inżynierii Mechanicznej i Okrętownictwa Politechniki Gdańskiej.

## Życiorys
Urodził się 9 listopada 1962 w Hajnówce. Absolwent Wydziału Mechanicznego Energetyki i Lotnictwa Politechniki Warszawskiej. W 1992 stopień doktora nadała mu Rada Naukowa IPPT PAN, habilitację uzyskał w 1997 na Politechnice Warszawskiej. Tytuł profesora nauk technicznych przyjął z rąk prezydenta RP Aleksandra Kwaśniewskiego w 2004.
Po ukończeniu w 1986 studiów pracował w Toruńskich Zakładach Urządzeń Okrętowych jako konstruktor, następnie w latach 1988–2021 był zatrudniony na Wydziale Mechanicznym Politechniki Białostockiej, gdzie przeszedł ścieżkę kariery naukowej od stanowiska asystenta i adiunkta do profesora nadzwyczajnego i profesora zwyczajnego. 
W latach 2008–2012 prorektor ds. nauki Politechniki Białostockiej, w latach 2002–2008 oraz 2012–2019 dziekan Wydziału Mechanicznego PB. W latach 1999–2020 kierownik Katedry Mechaniki i Informatyki Stosowanej na Wydziale Mechanicznym. Od 1 stycznia 2021 związany z nowo utworzonym Wydziałem Inżynierii Mechanicznej i Okrętownictwa Politechniki Gdańskiej. Od 1 marca dziekan tego wydziału.

## Działalność naukowa i dydaktyczna
Aktywność naukowa prof. Andrzeja Seweryna jest związana inżynierią mechaniczną, m.in. w specjalnościach: mechanika materiałów i konstrukcji, mechanika uszkodzeń i pękania, metody eksperymentalne i obliczeniowe mechaniki.
Opublikował ok. 350 publikacji naukowych (z czego 50 w czasopismach indeksowanych w bazie danych Journal Citation Reports). Jest autorem siedmiu monografii, jego prace były cytowane według bazy Web of Science Core Collection 1096 razy, a indeks Hirscha wg tej bazy wynosił 15. 
Promotor ośmiu przewodów doktorskich. Założyciel i redaktor naczelny czasopisma „Acta Mechanica et Automatica”.
Od 2003 członek Komitetu Mechaniki Polskiej Akademii Nauk, w latach 2016–2020 członek Komitetu Metrologii i Aparatury Naukowej PAN. Regularnie pracował i jednocześnie przewodził zespołom ministerialnym, m.in. był członkiem Zespołu doradczego Ministra Nauki i Szkolnictwa Wyższego ds. Polskiej Mapy Infrastruktury Badawczej. W latach 2012–2020 Przewodniczący Kolegium Dziekanów Wydziałów Mechanicznych Polskich Uczelni Technicznych, w 2020 otrzymał tytuł Honorowego Przewodniczącego tego grona.

## Wyróżnienia
- 2022 Doktorat honoris causa Politechniki Lubelskiej[3]
- 2022 Doktorat honoris causa Uniwersytetu Technicznego w Koszycach[4]